# Stora Lundby kyrka
Stora Lundby kyrka är en kyrkobyggnad som ligger i utkanten av Gråbo i Lerums kommun. Den tillhör Stora Lundby församling i Göteborgs stift.

## Kyrkobyggnaden
En tidigare stenkyrka på platsen var byggd på medeltiden.
Nuvarande kyrka uppfördes 1728. Ett vapenhus tillkom 1740-talet, men ersattes år 2003 av nuvarande vapenhus. Kyrkan har en stomme av natursten och består av ett enskeppigt långhus med tresidigt kor i öster och ett smalare vapenhus i väster. Norr om koret finns en vidbyggd sakristia. Långhuset och vapenhuset har sadeltak som är belagda med enkupigt lertegel. Sakristian tillkom vid restaurering under ledning av Axel Forssén 1939 och byggdes om 1966.

## Klockstapel och klockor
En klockstapel i trä från 1722 står sydväst om kyrkan. I stapeln hänger två kyrkklockor.
- Storklockan är av en senmedeltida typ utan inskrifter.[1]
- Lillklockan är gjuten 1687.

## Inventarier
- Dopfunten av täljsten är daterad till mitten av 1200-talet.
- Altaruppsatsen från 1729 är utförd av bildhuggaren Peter Weber.
- Predikstolen i barockstil är skulpterad 1730 av bildhuggaren Johan Jacob Beckman. Den består av en femsidig korg med ljudtak och en rak trappa åt öster.
- Målning av predikstol, altare, takhimmel, bänkar och del av läktarbröstningen är utförd av Johan Ross den äldre.
- Krucifixet av malm på altartavlan och även det ovanför sakristian i mässing tror man är från 1600-talet.
- En kanna och brudkrona i silver donerades 1677 av Katarina Bielke.
- Bland äldre textilier märks en mässkrud i röd sammet från 1634.
- Begravningsvapen för familjen Pattkull. Baron Pattkulls begravningsvapen

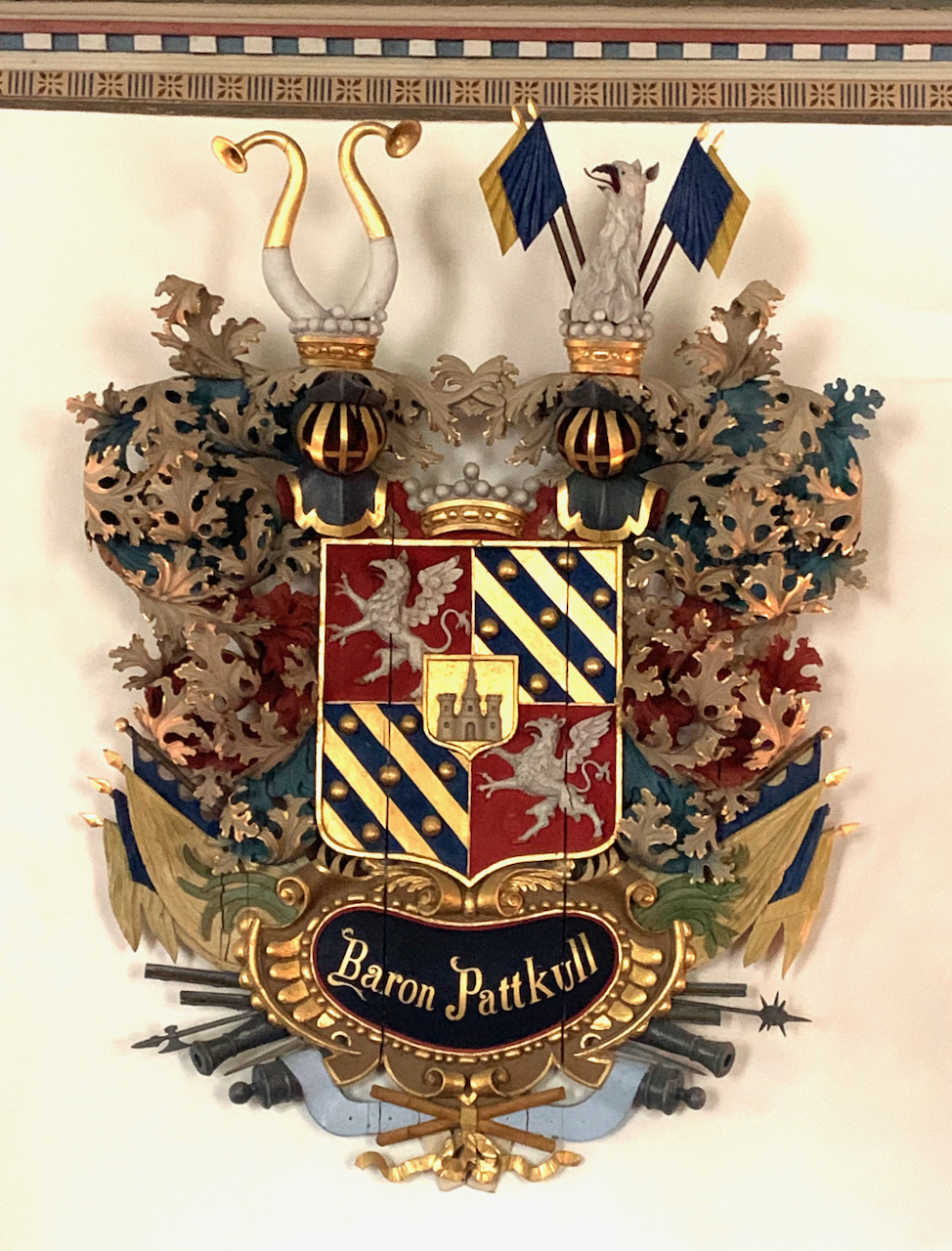
Baron Pattkulls begravningsvapen

### Orgel
Den första orgeln var byggd 1865 av Erik Adolf Setterquist och hade sex stämmor fördelade på manual och bihangspedal. Den ersattes 1948 av en pneumatisk orgel tillverkad av Hammarbergs Orgelbyggeri AB med arton stämmor fördelade på två manualer och pedal.